# Manno Wolf-Ferrari
Manno Wolf-Ferrari (1911 - 1994) fou un director d'orquestra italià, nebot del compositor Ermanno Wolf-Ferrari.
Va estudiar a Venècia i Siena, i ràpidament es va establir com a director d'orquestra del repertori d'òpera italiana, que va portar a terme àmpliament a Itàlia i també a l'estranger, sobretot a Montecarlo, Londres i Barcelona, on va dirigir durant quatre temporades al Gran Teatre del Liceu. Se'l pot escoltar en disc a Il matrimonio segreto, amb Alda Noni, Giulietta Simionato, Cesare Valletti i Sesto Bruscantini i a I lombardi amb Maria Vitale i Gustavo Gallo.